# 花窟神社
花窟神社（花の窟神社、はなのいわやじんじゃ）は三重県熊野市有馬町に所在する神社。伊弉冉尊（伊弉冊尊、いざなみのみこと）と軻遇突智尊（かぐつちのみこと）を祀る。

## 概要

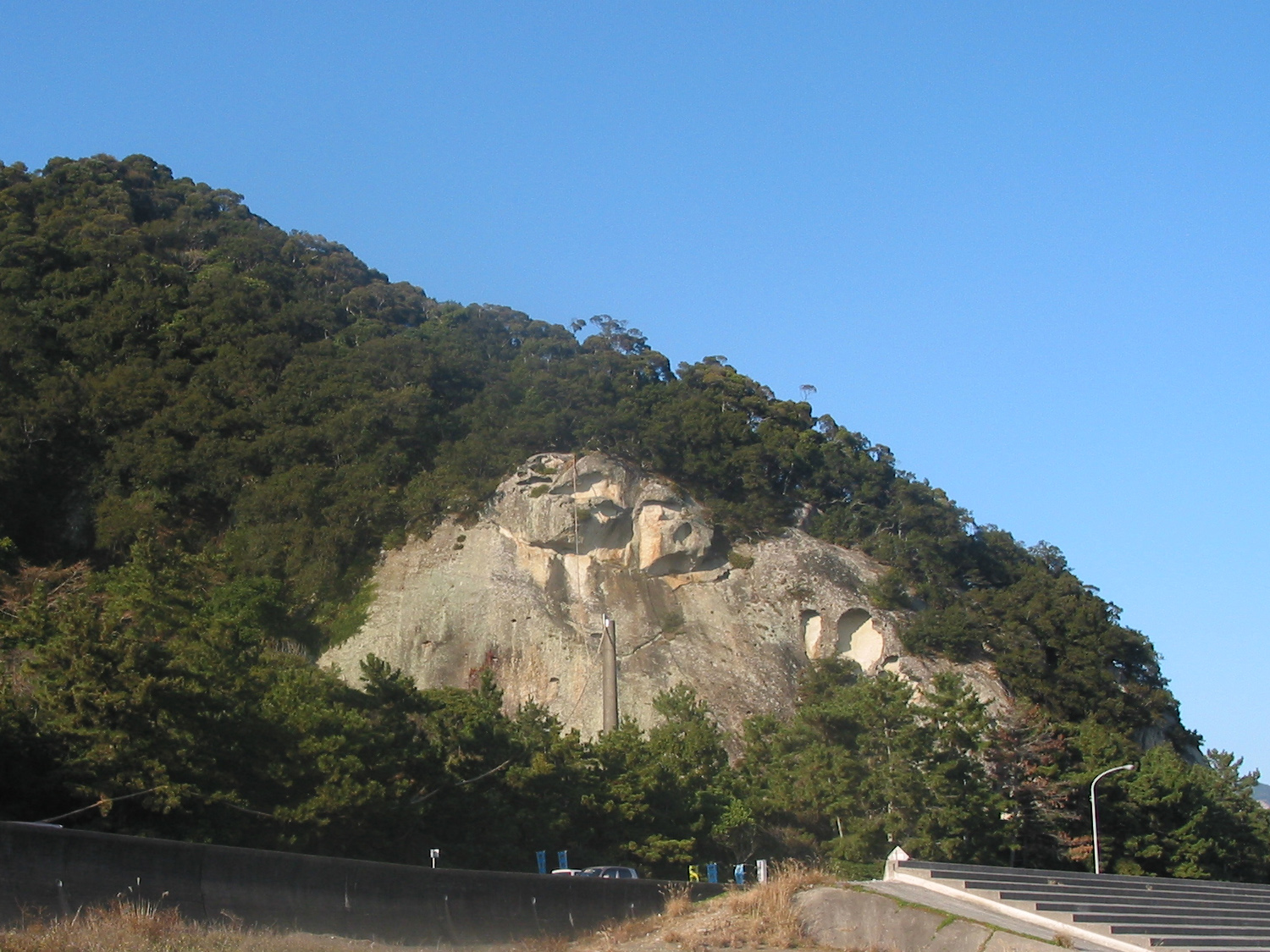
七里御浜から見た神体の巨岩

『日本書紀』（神代巻上）一書には、伊弉冉尊は軻遇突智（火の神）の出産時に陰部を焼かれて死に、「紀伊国の熊野の有馬村」に埋葬され、以来近隣の住人たちは、季節の花を供えて伊弉冉尊を祭ったと記されている。当社では、それが当地であると伝え、社名も「花を供えて祀った岩屋」ということによるものである。
神体である巨岩の麓にある「ほと穴」と呼ばれる高さ6メートル、幅2.5メートル、深さ50センチメートルほどの大きな窪みがある岩陰が伊弉冉尊の葬地であるとされ、白石を敷き詰めて玉垣で囲んだ拝所が設けられている。一説には、伊弉冉尊を葬った地はおよそ西1.3キロメートル先にある産田神社（うぶたじんじゃ）であり、当社はこの火の神である軻遇突智の御陵であるともいう。花窟神社では、伊弉冉尊の拝所の対面にある高さ18メートルの巨岩が、軻遇突智の墓所とされている。
古事記や延喜式神名帳に「花窟神社」の名はなく、神社というよりも墓所として認識されていたものとみられる。実際、神社の位格を与えられたのは明治時代のことである。
今日に至るまで社殿はなく、熊野灘に面した高さ約45メートルの巨岩である磐座（いわくら）が神体である。この巨岩は「陰石」であり、和歌山県新宮市の神倉神社 の神体であるゴトビキ岩は「陽石」であるとして、一対をなすともいわれ、ともに熊野における自然信仰（巨岩信仰・磐座信仰）の姿を今日に伝えている。
2004年、ユネスコ世界遺産「紀伊山地の霊場と参詣道」の一部（熊野参詣道伊勢路の一部）として登録された。

## 例大祭

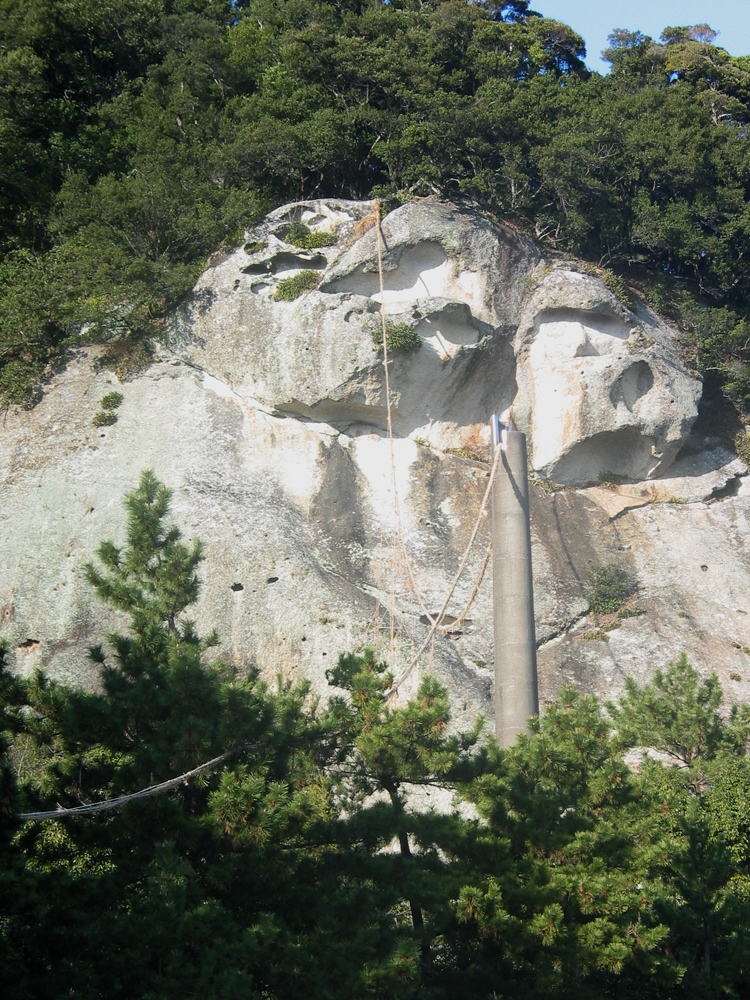
神体の巨岩から渡された綱

- 御縄掛け神事 - 2月2日（春季大祭）、10月2日（秋季大祭）。県指定無形民俗文化財[4]。
特別な田で作られたもち米の藁縄7本を束ねた長さおよそ170メートルの大綱に[3]、季節の花（2月はツバキを入れ、10月はケイトウを入れる[3]）を結びつけた3つの縄幡および扇を吊して、磐座の頂上（ウバメガシに結ばれる[3]）から七里御浜の海岸へと大綱が引かれ、境内の南隅にある柱（かつてはマツの神木）の先端へと引き渡される。その大綱の先端は地面の支柱に結びつけられる。大綱として束ねられる7本の細い藁縄は、伊弉冉尊の子で自然神である級長戸辺命（しなとべのみこと、風の神）、少童命（わたつみのみこと、海の神）、句句迺馳（くくのち、木の神）、草野姫（かやのひめ、草の神）、軻遇突智尊（火の神）、埴安神（はにやすのかみ、土の神）、罔象女（みつなのめ、水の神）を意味する[6]。また3つの縄幡は、三流の幡（みながれのはた）と呼ばれ[6]、岩側より、伊弉冉尊の黄泉の穢れをはらった際に生まれた三神、天照大神（あまてらすおおみかみ、太陽神）、月読尊（つくよみのみこと、月神）、素戔嗚尊（すさのおのみこと、暗黒神）を表している[3]。この3つの縄幡は、朝廷より毎年奉献されていた「錦の幡」が運ばれるとき、舟が熊野川の増水により転覆したため、変わり「縄の幡」が作られたものであるといわれる[3][4]。綱は掛け替えることなく自然に切れるまで残されるため、新たな綱と2本見られることもあり、縁起がよいものとされる[3]。

- お白洲引き - 10月2日（秋季大祭）[6]。

## 指定文化財

### 国指定文化財
記念物（史跡）
- 熊野参詣道　花の窟 - 2002年（平成14年）12月19日指定[7]。

### 県指定文化財
民俗文化財（無形民俗文化財）
- 花の窟のお綱かけ神事 - 1969年（昭和44年）3月28日指定[7]。

### 市指定文化財
民俗文化財（有形民俗文化財）
- 花の窟神社の版木 - 1999年（平成11年）1月28日指定[7]。

版木原画、菱川廣隆。版木の花の窟図には、お綱掛け神事による綱が御神体に掛けられた景観が示されている。

- 花の窟の湯立釜 - 1999年（平成11年）1月28日指定[7]。

記念物（天然記念物）
- 花の窟神社社叢 - 1964年（昭和39年）4月28日指定[7]。

## 短歌
- 「紀の国や花の窟にひく縄の　ながき世絶えぬ里の神わざ」 本居宣長[2]
- 「紀の国や有馬の村にます神に　手向る花は散らじとそ思ふ」 徳大寺公能[2]（大炊御門右大臣[4]）
- 「三熊野の御浜によする夕浪は　花のいはやのこれ白木綿（しらゆう）」 西行[2]
- 「神まつる花の時にやなりぬらん　有馬の村にかかるしらゆふ」 光俊朝臣[2][4]
- 「春風に木すゑさきゆく紀の国や　ありまのむらにかみまつりせよ」 よみ人しらず[2]

## 交通
- 東海旅客鉄道（JR東海）紀勢本線 熊野市駅から三重交通バスで約5分、「花の窟」下車。
- 駐車場あり。

## 周辺情報
- 獅子岩
- 七里御浜
- 熊野市歴史民俗資料館
- 花窟パーク
- 花窟パーク公衆トイレ[9]
- 道の駅熊野・花の窟